# هیل (میزوری)
هیل (به انگلیسی: Hale) یک شهر در ایالات متحده آمریکا است که در شهرستان کرول، میزوری واقع شده‌است. هیل ۱٫۴۲ کیلومتر مربع مساحت و ۴۱۹ نفر جمعیت دارد و ۲۳۳ متر بالاتر از سطح دریا واقع شده‌است.